# Kollerschlag
Kollerschlag è un comune austriaco di 1 484 abitanti nel distretto di Rohrbach, in Alta Austria; ha lo status di comune mercato (Marktgemeinde).